# Birkhoff (cráter)

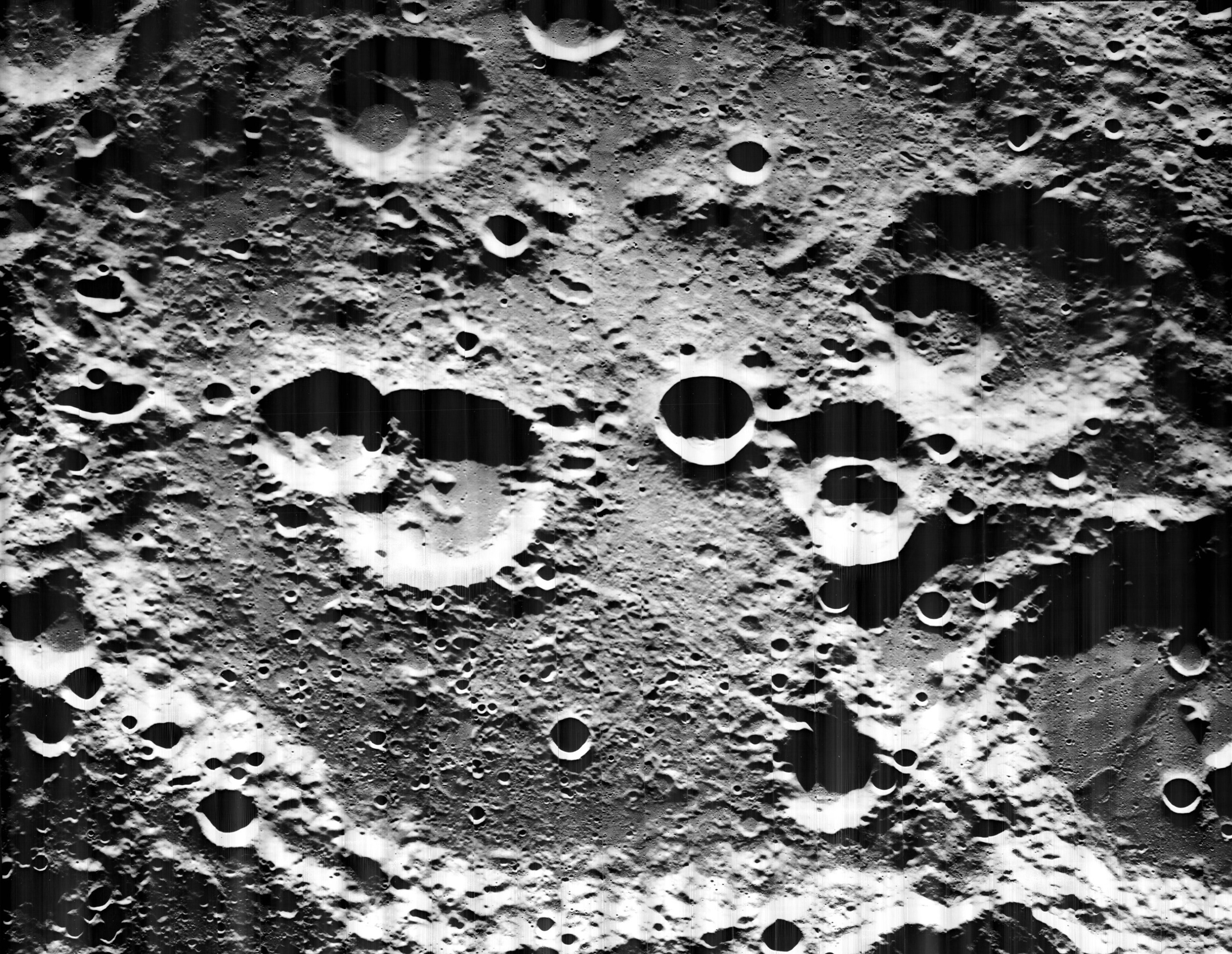
Interior de Birkhoff, también desde el Lunar Orbiter 5

Birkhoff es una llanura amurallada de gran tamaño que se encuentra en la cara oculta de la Luna, en el hemisferio norte. Esta formación es un impacto antiguo fuertemente erosionado, con una superficie invadida por múltiples cráteres en su interior y a lo largo del borde. La pared exterior está rodeada por los cráteres Carnot al sur, Rowland a lo largo del lado oeste, y Stebbins al norte. Justo al noreste está van't Hoff.
|  |  |

Lo que queda del perímetro es ahora una pendiente escarpada a lo largo de la pared interior, cuyo borde se ha desgastado hasta nivelarse con el irregular terreno externo. El borde está lleno de marcas de pequeños cráteres de distintas dimensiones. Dentro del cráter se localizan varios cráteres notables: a lo largo del borde interior del noroeste aparece el erosionado Birkhoff X, mientras que en el fondo hacia el sursudoeste se halla Birkhoff P. Posteriormente se unió a través de una cresta baja a la formación de cráteres doble de Birkhoff K y Birkhoff L en la mitad oriental del cráter. En el interior norte se sitúan los más pequeños, pero relativamente recientes Birkhoff Y y Birkhoff Z. El resto del suelo es plano en algunos lugares, con secciones escarpadas y muchos pequeños cráteres.

## Cráteres satélite
Por convención estos elementos son identificados en los mapas lunares poniendo la letra en el lado del punto medio del cráter que está más cerca de Birkhoff.
|          | \| Birkhoff \| Coordenadas \| Diámetro \| \| -------- \| ------------------------------- \| -------- \| \| K \| 57°48′N 144°18′O / 57.8, -144.3 \| 58 km \| \| L \| 56°36′N 144°48′O / 56.6, -144.8 \| 37 km \| \| M \| 54°42′N 144°48′O / 54.7, -144.8 \| 23 km \| \| Q \| 56°36′N 150°48′O / 56.6, -150.8 \| 43 km \| \| R \| 57°30′N 153°00′O / 57.5, -153.0 \| 27 km \| \| X \| 62°06′N 149°42′O / 62.1, -149.7 \| 77 km \| \| Y \| 59°54′N 146°36′O / 59.9, -146.6 \| 25 km \| \| Z \| 61°18′N 145°18′O / 61.3, -145.3 \| 30 km \| |          |
| Birkhoff | Coordenadas | Diámetro |
| K        | 57°48′N 144°18′O / 57.8, -144.3 | 58 km    |
| L        | 56°36′N 144°48′O / 56.6, -144.8 | 37 km    |
| M        | 54°42′N 144°48′O / 54.7, -144.8 | 23 km    |
| Q        | 56°36′N 150°48′O / 56.6, -150.8 | 43 km    |
| R        | 57°30′N 153°00′O / 57.5, -153.0 | 27 km    |
| X        | 62°06′N 149°42′O / 62.1, -149.7 | 77 km    |
| Y        | 59°54′N 146°36′O / 59.9, -146.6 | 25 km    |
| Z        | 61°18′N 145°18′O / 61.3, -145.3 | 30 km    |